# Église Saint-Julien-et-Sainte-Basilisse de Jujols
Pour les articles homonymes, voir église Saint-Julien-et-Sainte-Basilisse.
L'église Saint-Julien-et-Sainte-Basilisse de Jujols est une église romane à Jujols, dans le département français des Pyrénées-Orientales. L'édifice est inscrit monument historique depuis 1967.

## Architecture

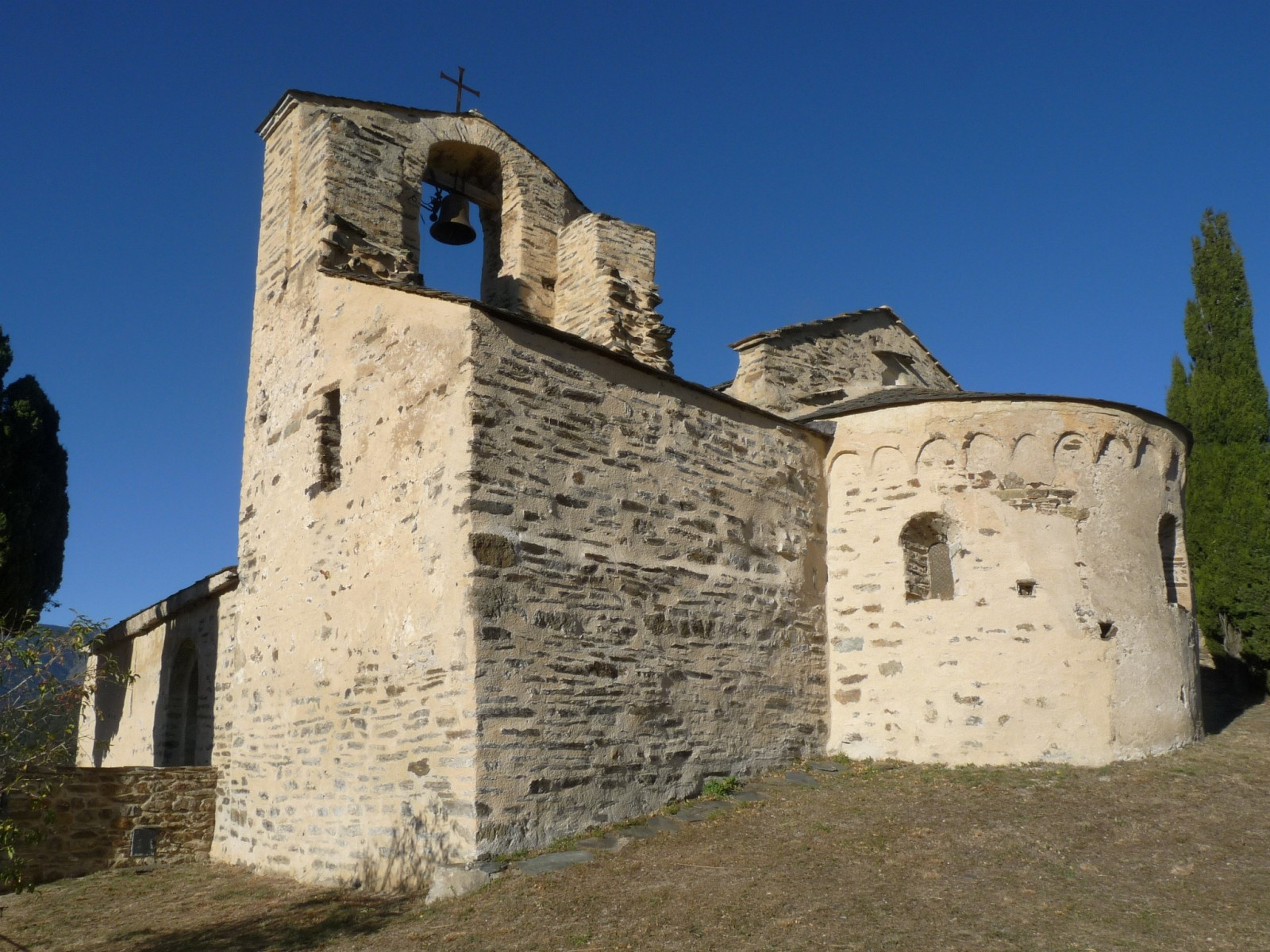
Vue du sud
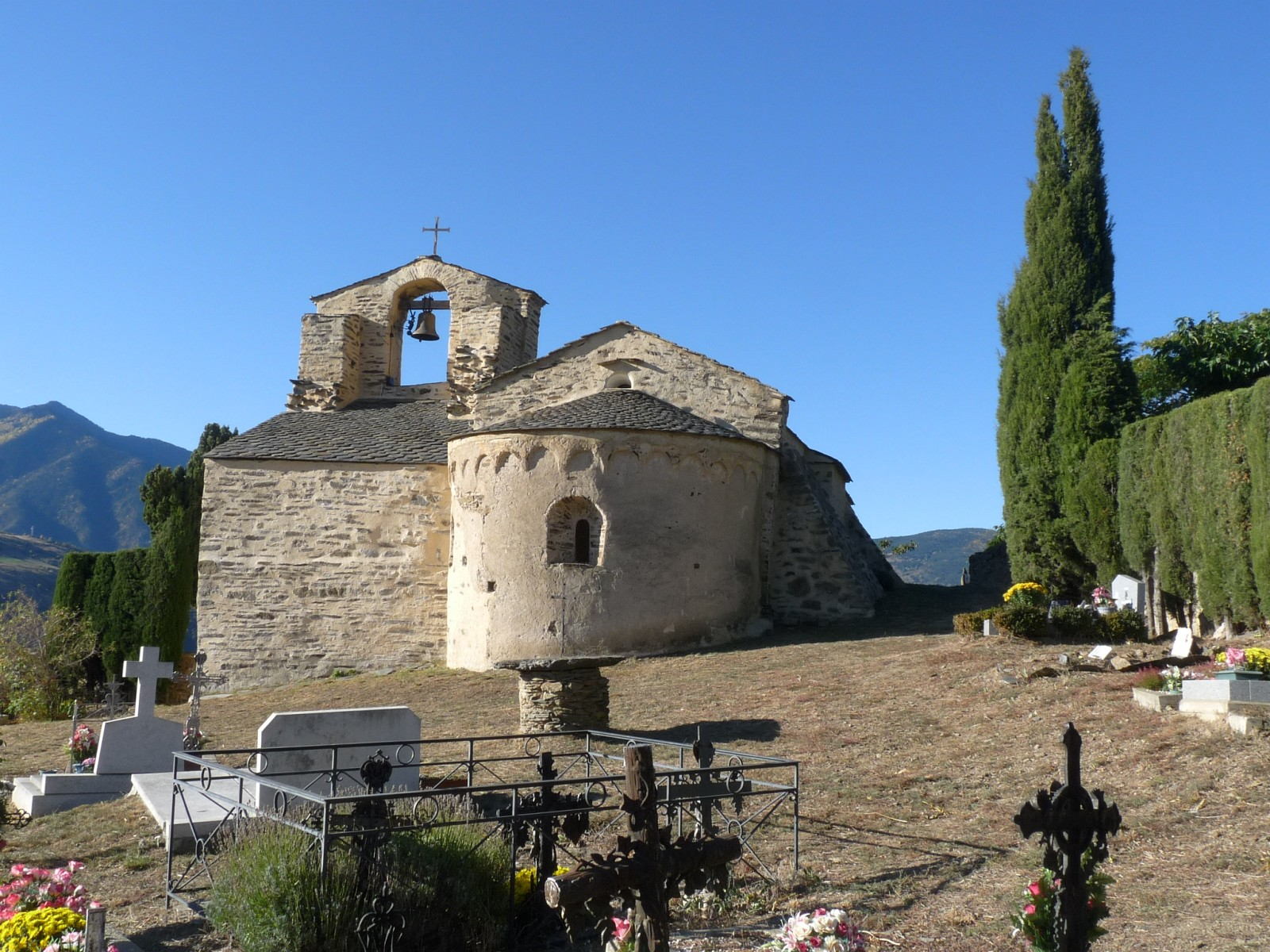
Vue de l'est avec l'abside et le cimetière
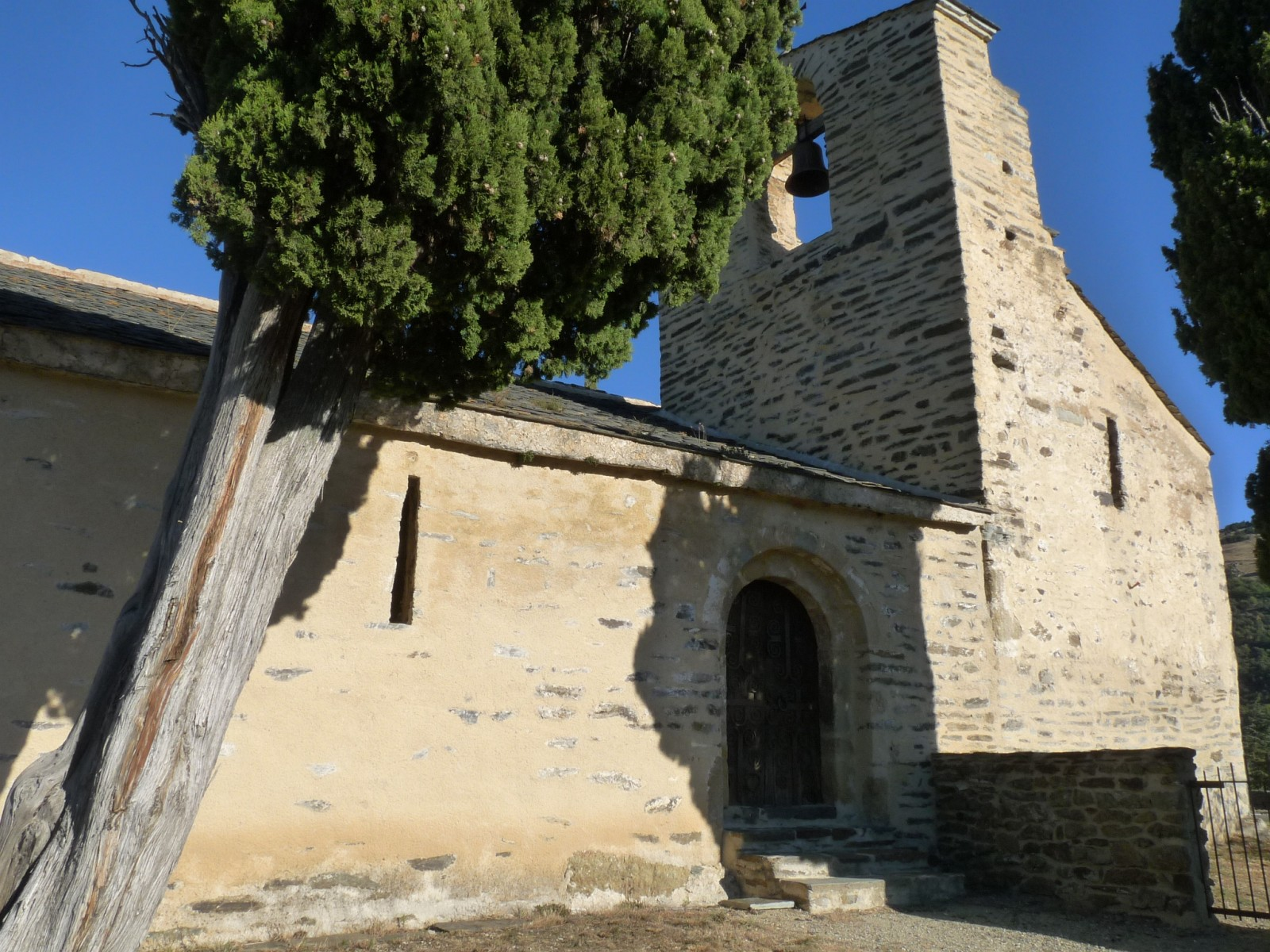
Le clocher et l'entrée
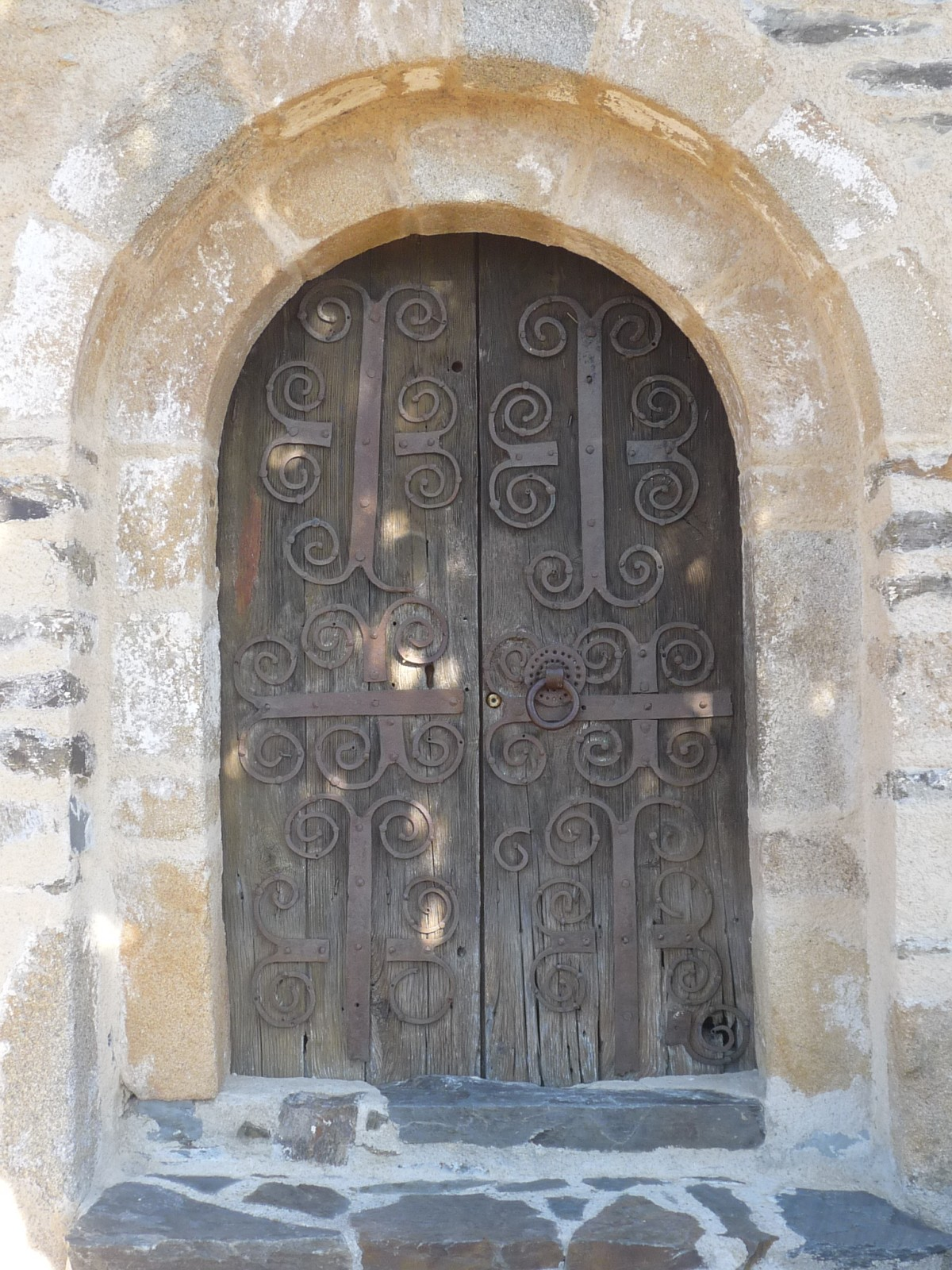
La porte ouvragée